# Гасымов, Мухтар Джахид оглы
Мухтар Джахид оглы Гасымов (азерб. Muxtar Cahid oğlu Qasımov) — азербайджанский врач, Национальный герой Азербайджана (1993, посмертно).

## Биография
Родился 10 января 1958 года в Бейлаганском районе. В 1975 году, окончив школу № 5 города Агдам, поступил в Азербайджанский медицинский университет. Окончив университет в 1981 году, семь лет проработал врачом в Степанакерте. Позже работал в больнице города Агдам.

### Первая карабахская война
После трагедии в Ходжалы полностью посвятил себя фронту. В июне 1992 года как военный врач активно участвовал в боях за сёла Аранзамин, Пирджамал и Агбулак. Погиб в селе Нахичеваник 16 июня 1992 года при исполнении обязанностей.
На момент гибели был женат.

## Память
Указом президента Азербайджанской Республики № 457 от 5 февраля 1993 года Гасымову Мухтару Джахид оглы было присвоено звание Национального Героя Азербайджана (посмертно).
Похоронен на Аллее Шехидов в Баку.